# Banjski Suvi Do
Banjski Suvi Do en serbe latin et Suhadoll i Banjës en albanais (en serbe cyrillique : Бањски Суви До) est une localité du Kosovo située dans la commune/municipalité de Zvečan/Zveçan, district de Mitrovicë/Kosovska Mitrovica. Selon des estimations de 2009 comptabilisées pour le recensement kosovar de 2011, elle compte 6 habitants, dont une majorité de Serbes.

## Démographie

### Évolution historique de la population dans la localité
| 1948 | 1953 | 1961 | 1971 | 1981 | 1991 | 2009 |
| ---- | ---- | ---- | ---- | ---- | ---- | ---- |
| 105  | 106  | 99   | 89   | 46   | 51   | 6    |

|  |